# ميرت شومبيرت
ميرت شومبيرت (بالإنجليزية: Mert Shumpert)‏ مواليد 20 أغسطس 1979 في مونسي، هو لاعب كرة سلة أمريكي. بدأ مسيرته الاحترافية في سنة 2002. يبلغ طوله 6 قدم 6 بوصة (2.0 م). اعتزل اللعب في 2013.

## المسيرة الاحترافية
لعب مع نادي مونتكاتيني الرياضي في موسم 2003–2004، ثم لعب مع دون بوسكو ليفورنو في الدوري الإيطالي في موسم 2004–2005، ثم لعب مع أولمبيا ميلانو في موسم 2005–2006، ثم لعب مع فورتيتودو بولونيا في الدوري الإيطالي في سنة 2006، ثم لعب مع مونتكاتيني الرياضي في موسم 2003–2004، ثم لعب مع دون بوسكو ليفورنو في الدوري الإيطالي في موسم 2004–2005، ثم لعب مع أولمبيا ميلانو في موسم 2005–2006، ثم لعب مع فورتيتودو بولونيا في الدوري الإيطالي في سنة 2006، ثم لعب مع تريفيزو في موسم 2006–2007، ثم لعب مع بشكتاش لكرة السلة في الدوري التركي في موسم 2007–2008، ثم لعب مع أنادولو إفيس من سنة 2008 إلى 2010، ثم لعب مع غلطة سراي لكرة السلة في الدوري التركي من سنة 2010 إلى 2012.

## روابط خارجية
- ميرت شومبيرت على موقع الدوري الأوروبي لكرة السلة (الإنجليزية)
- ميرت شومبيرت على موقع كلية كرة السلة في سبورتس رفرنس.كوم (الإنجليزية)
- ميرت شومبيرت على موقع ريلجم (الإنجليزية)
- ميرت شومبيرت على موقع بروبوليرز (الإنجليزية)
- ميرت شومبيرت على موقع سبورتس رفرنس (الإنجليزية)